# Bonaventura Ibáñez
Bonaventura Ibáñez (Barcellona, 18 febbraio 1876 – Barcellona, 1º maggio 1932) è stato un attore spagnolo.

## Biografia
Ha fatto la sua carriera soprattutto durante l'era del cinema muto. Ha iniziato la sua attività artistica esercitando la pantomima nella troupe degli Onofri, per poi formare una compagnia con Enric Adams, con il quale si è esibito nei luoghi più famosi del Parallelo di Barcellona. Come direttore della sua compagnia, ha anche lavorato in località sulla costa mediterranea francese come Cètte, dove ha conquistato i critici francesi, che sono venuti a confrontarlo con il famoso Debureau. Nel 1909 entra a far parte del cinema come attore caratterista. Ha realizzato gran parte della sua carriera cinematografica in Italia, in diverse case cinematografiche, tra queste le torinesi Ambrosio Film, Itala Film, Pasquali Film e Fert.
Tra gli altri, fu nel troupe del film francese L'âge d'or del 1930 e alcuni dei primi titoli del cinema sonoro spagnolo, girato in Germania e Francia.

## Filmografia parziale
- I segreti dell'anima, regia di Vincenzo Denizot (1912)
- L'antro funesto, regia di Sandro Camasio (1913)
- Sul limite del Nirvana, regia di Vittorio Rossi Pianelli (1915)
- La maschera folle, regia di Leopoldo Carlucci (1915)
- Beffa di Satana, regia di Telemaco Ruggeri (1915)
- Somiglianza funesta, regia di Telemaco Ruggeri (1916)
- Il delitto della villa solitaria, regia di Adelardo Fernández Arias (1916)
- Il predone dell'aria, regia di Alberto Traversa (1916)
- Wanda Warenine, regia di Riccardo Tolentino (1917)
- La pecorella smarrita, regia di Giuseppe Ciabattini (1917)
- Maternità, regia di Ugo De Simone (1917)
- La leggenda dei Costamala, regia di Giuseppe Ciabattini (1917)
- Il rifugio dell'alba, regia di Mario Bonnard (1918)
- Le labbra e il cuore, regia di Pio Vanzi (1919)
- Cuor di ferro e cuor d'oro, regia di Dante Cappelli e Luigi Maggi (1919)
- La testa della Medusa, regia di Alessandro De Stefani (1921)
- Il ponte dei sospiri, regia di Domenico Gaido (1921)
- Il mistero in casa del dottore, regia di Alessandro De Stefani (1922)
- I promessi sposi, regia di Mario Bonnard (1923)
- La peccatrice senza peccato, regia di Augusto Genina (1922)
- Sant'Ilario, regia di Henry Kolker (1923)
- I volti dell'amore, regia di Carmine Gallone (1924)
- International gran prix, regia di Amleto Palermi (1924)
- Romola, regia di Henry King (1924)
- L'ultimo Lord, regia di Augusto Genina (1926)
- La casa del Maltese (La maison du Maltais), regia di Henri Fescourt (1927)
- Il carnevale di Venezia, regia di Mario Almirante (1928)
- La grazia, regia di Aldo De Benedetti (1929)
- Embrassez-moi, regia di Robert Péguy (1929)
- L'âge d'or, regia di Luis Buñuel (1930)